# 心に花を 心に棘を
「心に花を 心に棘を」（こころにはなを こころにとげを）は、2000年5月にリリースされたFANATIC◇CRISISの通算15枚目のシングルである。

## 解説
前作から半年ぶりのシングル。しかし前作・前々作はFC通販限定シングルであったため、一般販売されたシングルとしては「7 [SEVEN]」以来1年1ヶ月ぶり。なお、今作から数作品はインディーズからのレーベルである。
インディーズからのリリースであったためか、初動売り上げは前作の半分以下で、累計売り上げは前作の3分の1程度である。
タイトル曲はTBS系「リズムBaby」EDテーマ。
3曲目では作曲にRYUJIが携わっているが、シングルでは初めてのこと。

## 収録曲
全作詞：石月努、編曲：神林義弘・FANATIC◇CRISIS
1. 心に花を 心に棘を [4:27]
  - 作曲:石月努
2. LOVE & LIES [5:05]
  - 作曲:石月努・Shun
3. PERFECT RUBBER SOLE [2:21]
  - 作曲:石月努・RYUJI

## 収録作品
- EAS（#1）
- THE BEST of FANATIC◇CRISIS Single Collection01（#1）
- THE BEST of FANATIC◇CRISIS B-Side Collection（#2,3）